# Zečevo (Hvar)
Koordinati:   43°11′27″N, 16°41′38″E
Zečevo je majhen otoček s svetilnikom , ki leži med rtoma Glavica in Planirat ob vzhodni obali Hvara. Njegova površina meri 0,113 km². Dolžina obalnega pasu je 1,54 km. Najvišji vrh je visok 29 mnm.
Iz pomorske karte je razvidno, da svetilnik, ki stoji severovzhodni strani otočka, oddaja svetlobni signal: B Bl 5s. Nazivni domet svetilnika je 5 milj.